# Sylvia Bühler-Haas
Sylvia Bühler (* 30. Dezember 1963 in Olten) ist eine Schweizer Malerin und Designerin.

## Leben und Werk
Sylvia Bühler ist seit 1988 als freischaffende Künstlerin aktiv. Neben der Malerei fertigt sie Skulpturen. Sie gilt als eine Begründerin der heutigen zeitgenössischen Schweizer Brauchtumsmalerei, insbesondere der Appenzeller und Toggenburger Brauchtumsmalerei. Zentrales Thema ihrer Serien ist der Mensch im Kontext seiner Traditionen, insbesondere des Brauchtums im Appenzellerland.
Bühler begann 1988 mit handmodellierten Figuren und erreichte nationale und internationale Erfolge. 1995 erreichte sie den 1. Platz des europaweiten GLOREX Puppen-Wettbewerbs. Bühlers Werke sind seit 1998 in Galerien und Kunstmessen im In- und Ausland präsentiert worden. Zu sehen waren sie unter anderem in New York, Dubai, London, Shanghai oder in den Kantonen Appenzell, St. Gallen, Graubünden und Bern.
Sie gestaltete die Bildseite der Schweizer Gedenkmünze im Nennwert von 10 Franken 2013 mit dem Sujet «Silvesterklausen». Die Münze wurde in zwei Erhaltungsgraden zum Preis von 25 Franken (unzirkuliert) bzw. 55 Franken (Polierte Platte) ausgegeben. Die Gedenkmünze «Silvesterklausen» wurde für den «Coin of the Year 2015» nominiert. Sie erreichte den 4. Platz.

## Auszeichnungen und Einladungen
- 2019: Wünsch Glück – Einzelausstellung von Sylvia Bühler. Galerie Kunsthaus Rapp, Wil SG[8]
- 2015: Nomination der Gedenkmünze «Silvesterklausen» für den Coin of the Year Award 2015
- 2011: Organisation und Initiantin der Benefizveranstaltung Pro Juventute Appenzell Ausserrhoden[9]
- 2011: Fernsehreportage Sylvia Bühler anlässlich 1. August Sondersendung TVO mit Marco Fritsche[10]
- 2009: CIGE Beijing (CNN, Reuters und chinesischer Sender CCTV), International KG-Gallery
- 2009: Bridge Art Fair New York, Galerie Artrodome
- 2008: Ausstellung Das Beste, EULE ART, Davos-Platz (Galerie am Postplatz)
- 2008: Design und Realisierung Strassen-Kreiselprojekt Knotenpunkt, Au SG
- 2008: ART Fair Shanghai, Galerie Artrodome, Berlin (Christine Kunkler)
- 2008: Gesamtkonzept und künstlerische Ausführung für das Personalrestaurant der Huber+Suhner AG, Herisau
- 2008–2010: Kuratorin und Kunstbeauftragte der Klinik Stephanshorn, St. Gallen
- 2008: ART Expo New York, Galerie Artodrome, Berlin (unterstützt durch Swisslos[11])
- 2006: Salon-Exhibition New York, Montserrat Gallery (Swiss Events)
- 2005: Ausstellung Die (Große) Südliche 2005[12] anlässlich der Wahl von Sonthofen zur Alpenstadt des Jahres